# 鲁史
鲁史（1559年—？），字聖脩，號雅存，浙江余姚人，明朝政治人物。进士出身。

## 生平
萬曆十九年（1591年）辛卯科浙江鄉試第九名举人。萬曆三十二年甲辰科會試第二名，廷試二甲第三名进士。礼部觀政，授刑部貴州司主事。三十四年调兵部车驾司主事，京察，補長廬运判。四十年升右評事。四十三年升左司副。四十四年升刑部员外郎。四十五年升郎中。同年出為福建邵武府知府，天启年间由马鸣霆接任。四十八年升廣西提学副使，本年丁憂，天启二年（1622年）考察，三年補瑞州知府，五年升廣西副使。

## 家族
曾祖魯颐；祖魯仲達；父魯萬言，贈刑部主事。母俞氏，封太安人。慈侍下。

## 引用
1. ↑  《万历三十二年甲辰科进士履历便览》：鲁史，雅存，癸亥十二月十一日生，辛卯科，礼部政，甲辰授刑部主事，丙午调兵部主事，京察，補長廬运判，壬子升右評事，乙卯升左司副，丙辰升刑部员外郎，丁巳升郎中，本年升邵武知府，庚申升廣西提学副使，本年丁憂，壬戌考察，癸亥補瑞州知府，乙丑升廣西副使。
2. ↑  编纂委员会. . 福建: 福建省地方志编纂委员会. 2001年.